# Poljice (Maglaj)
Pour les articles homonymes, voir Poljice.
Poljice (en serbe cyrillique : Пољице) est un village de Bosnie-Herzégovine. Il est situé dans la municipalité de Maglaj, dans le canton de Zenica-Doboj et dans la fédération de Bosnie-et-Herzégovine. Selon les premiers résultats du recensement bosnien de 2013, il compte 146 habitants.
Avant 1981, le village était rattaché à la localité de Misurići ; depuis 1981, il est recensé comme une entité administrative à part entière.

## Démographie

### Évolution historique de la population
| 1948 | 1953 | 1961 | 1971 | 1981 | 1991 | 2013 |
| ---- | ---- | ---- | ---- | ---- | ---- | ---- |
| -    | -    | -    | -    | 241  | 275  | 146  |

|  |